# Нобеямская радиообсерватория

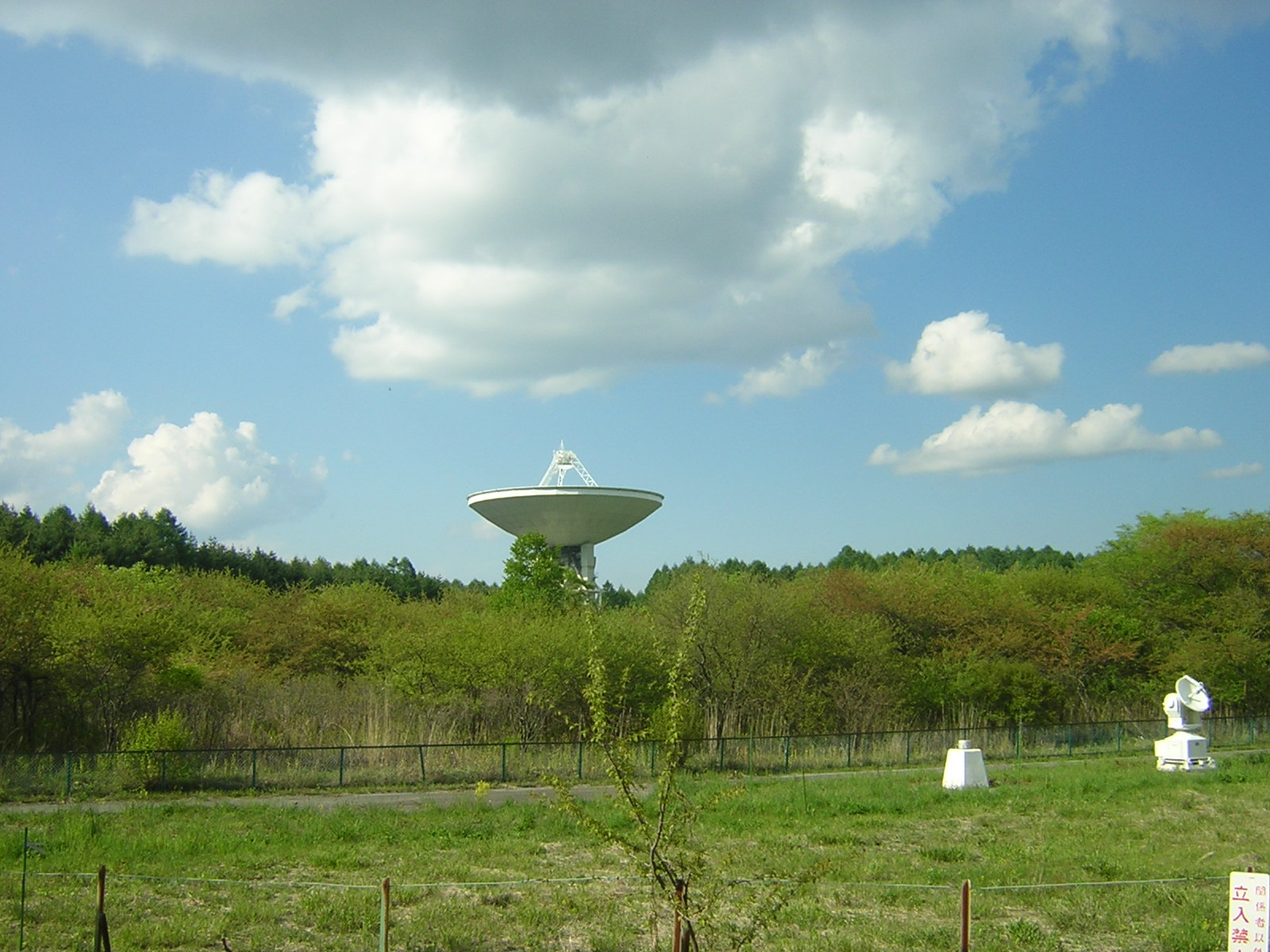

Нобеямская радиообсерватория — радиообсерватория в Японии, филиал Национальной астрономической обсерватории Японии. Обсерватория имеет три радиотелескопа в одном месте, на высоте 1350 метров над уровнем моря:
- Радиотелескоп, принимающий радиоволны длиной до 2 мм, с рефлектором диаметром 45 м;
- Радиоинтерферометр для волн миллиметрового диапазона длиной от 3 до 1 мм, с 6-ю антеннами, рефлектор которых в диаметре составляет 10 м;
- Радиогелиограф для наблюдений за Солнцем.